# Człowiek gór

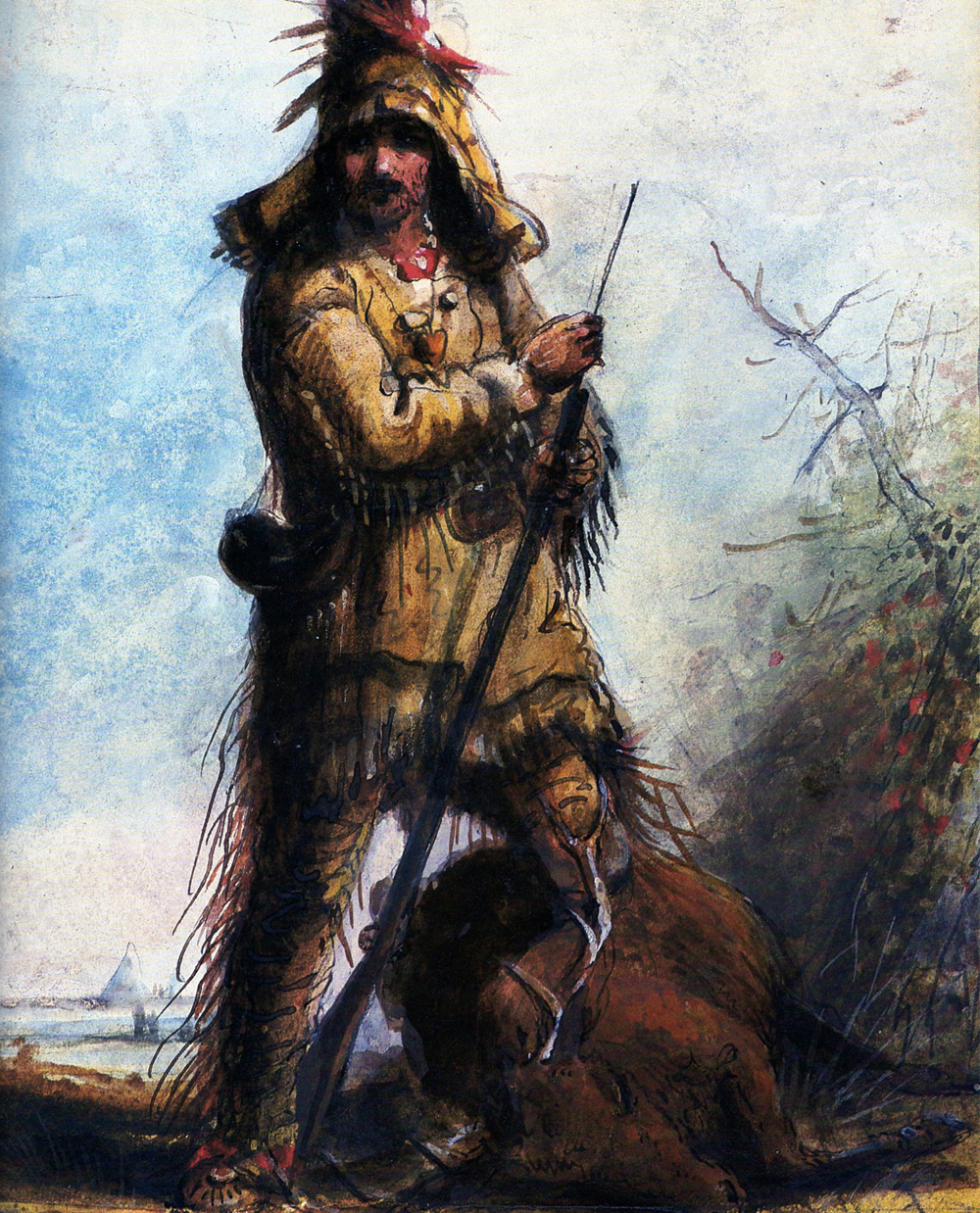
Człowiek gór: (Old Bill Williams?), mal. Alfred Jacob Miller

Człowiek gór (ang. mountain man) – termin określający myśliwego, trapera i odkrywcę żyjącego w przeszłości na górzystych, niezaludnionych obszarach Ameryki Północnej. Ludzie gór byli pospolitym zjawiskiem na preriach i w Górach Skalistych od roku około 1810 aż do lat osiemdziesiątych XIX wieku, przy czym okresem szczytowym ich działalności były lata czterdzieste. Okazali się szczególnie przydatni w wytyczaniu wielu szlaków emigranckich, które pozwalały Amerykanom ze wschodu zasiedlać nowe terytoria Zachodu. Traperzy i myśliwi odkrywali te szlaki i dostosowywali, by mogły służyć najpierw kompaniom futrzarskim, transportującym towar na grzbietach mułów, a później wozom osadników. Byli spadkobiercami i kontynuatorami idei francuskiego coureur des bois, który położył podwaliny eksploracji wnętrza kontynentu.
Zrodziła ich naturalna potrzeba geograficznej i ekonomicznej ekspansji, napędzanej nadzieją na wysokie zarobki, jakie obiecywały kompanie futrzarskie, powstające od połowy XVIII wieku, jeszcze przed opublikowaniem wyników ekspedycji Lewisa i Clarka (1803–1806). Wieści o zasobach Gór Skalistych i bogatej Krainy Oregonu przyciągały na szlak śmiałków przez ponad trzy dziesięciolecia. W latach 1846 i 1848 zawarte zostały dwa traktaty międzynarodowe (między USA i Wielką Brytanią oraz między USA a Meksykiem). Jeden ustalał prawa własności i wytyczał granice na północno-wschodnim wybrzeżu Pacyfiku wyznaczając obecną granicę z Kanadą, drugi formalnie kończył wojnę amerykańsko-meksykańską. Gdy traktaty te ostatecznie wyznaczyły zasięg Stanów Zjednoczonych na zachodzie i otwarły drogę niepowstrzymanej migracji osadników, dni ludzi gór dobiegły końca. Przyczyną tego było załamanie się w latach czterdziestych rynku futrzarskiego, na co złożyły się gwałtowny wzrost produkcji tekstyliów (jedwab, bawełna) oraz niemal doszczętne wytępienie bobrów. W rezultacie wielu ludzi gór przekwalifikowało się podejmując pracę jako zwiadowcy United States Army, przewodnicy kolumn wozów osadniczych lub farmerzy na terenach, które wcześniej pomagali zdobywać. Inni uruchamiali faktorie handlowe w fortach wzdłuż szlaku oregońskiego, obsługując pozostających jeszcze w górach traperów i ciągnących na zachód osadników.

## Historia

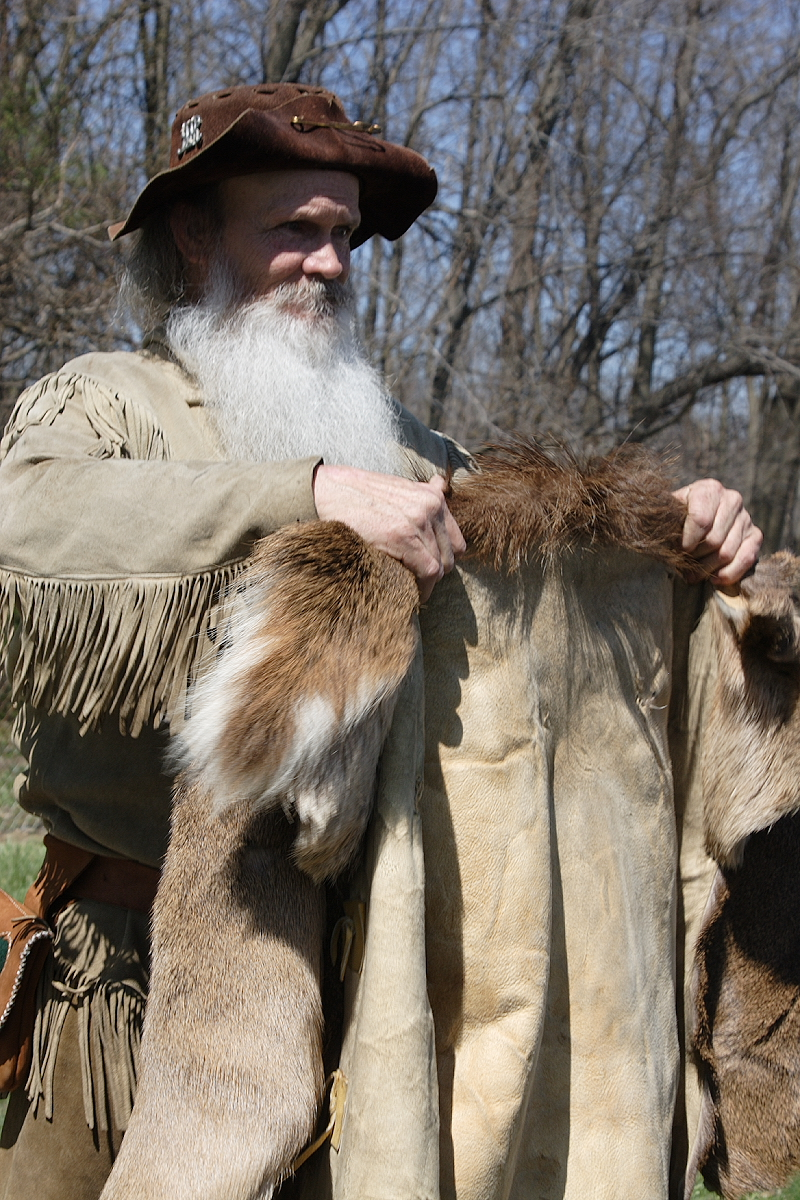
Człowiek gór prezentuje skórę upolowanego zwierzęcia (rekonstrukcja)

Pomiędzy rokiem 1820 a 1880 Góry Skaliste przemierzało około 3000 ludzi gór (przy czym najwięcej było ich we wczesnych latach czterdziestych, co zbiegało się ze szczytowym zapotrzebowaniem na bobrowe skóry). I choć po lasach krążyło wielu wolnych traperów, większość ludzi gór zatrudniały kompanie futrzarskie. Ci „ludzie kompanii” wiedli niemal zmilitaryzowane życie. Polowali, wyprawiali skóry i żywili się w grupach, zawsze podlegli szefowi „brygady”, którego nazywano „boosway”, co stanowiło uproszczoną formę francuskiego terminu bourgeoisie. Był on przywódcą grupy i jej przedstawicielem handlowym.
W roku 1819 Donald Mackenzie, reprezentant North West Company, zorganizował pierwsze rendez-vous ludzi gór w dolinie rzeki Boise. Później zwyczaj takich rendez-vous (spotkań, a raczej zjazdów) wprowadził na stałe William Ashley z Rocky Mountain Fur Company. Przedstawiciele jego przedsiębiorstwa byli w stanie dostarczyć wiosną spore ilości zaopatrzenia (broń, proch, amunicję, żywność, przedmioty codziennego użytku, tkaniny) w wyznaczone miejsce (zazwyczaj były to doliny górskie), gdzie zbierali się traperzy, myśliwi, a także Indianie, by wziąć udział w wielodniowych, mocno zakrapianych alkoholem, rozmowach, naradach, grach i zabawach. Tam właśnie następował proces wymiany dostarczonych przez agentów dóbr na skóry i futra, które jesienią zwożono do pierwszych osad białych nad rzekami Missouri i Missisipi, głównie do Saint Louis. Ashley odsprzedał interes zespołowi Davida E. Jacksona i Williama Sublette’a, przy czym nadal zarabiał sprzedając im sprzęt i zaopatrzenie. Zasada organizowania rendez-vous z ludźmi gór została podtrzymana, gdy na rynku pojawiły się konkurencyjne przedsiębiorstwa, zwłaszcza American Fur Company Johna Jacoba Astora.
Doroczne rendez-vous odbywały się często nad Green River, w pobliżu dzisiejszej miejscowości Pinedale w Wyoming. W połowie lat trzydziestych XIX wieku gromadziły one 450–500 ludzi, przede wszystkim traperów i handlarzy futer działających w Górach Skalistych, jak i przedstawicieli plemion indiańskich. Z końcem tego dziesięciolecia powstała w Kanadzie Kompania Zatoki Hudsona (HBC) postawiła sobie za cel zniszczenie amerykańskiego handlu futrzarskiego. Tzw. „ekspedycje” HBC w górę rzeki Snake, rozpoczęte w roku 1834, polegały na wizytowaniu amerykańskich rendez-vous celem odkupienia futer po jak najniższych cenach. Agenci HBC byli w stanie sprzedać traperom produkty cywilizacji w cenach znacznie niższych, niż były w stanie zaoferować amerykańskie kompanie. W połączeniu ze zmniejszonym popytem na skóry bobrowe doprowadziło to – do roku 1840 – do zniszczenia amerykańskiego systemu. Ostatnie rendez-vous miało miejsce w 1839 roku. Katastrofę spowodowały dwa czynniki: moda męska w Europie zrezygnowała z popularnych dotąd cylindrów bobrowych na rzecz jedwabnych; jednocześnie bobry zostały prawie doszczętnie wybite. Nawet Astor, który w roku 1830 zdobył w USA monopol na handel futrami, odszedł z biznesu.
Z nastaniem roku 1841 American Fur Company i Rocky Mountain Fur Company były na krawędzi upadku. Pięć lat później w dolinie rzeki Snake operowało zaledwie pięćdziesięciu amerykańskich traperów, a więc ponad dziesięciokrotnie mniej niż w roku 1826. Wkrótce po osiągnięciu przez HBC tragicznego w skutkach sukcesu, szlak wzdłuż rzeki Snake stał się pionierskim szlakiem oregońskim, co wykorzystali dotychczasowi myśliwi i traperzy, którzy zaczęli zarabiać jako przewodnicy karawan osadniczych wozów.
Jeszcze nim doszło do zmiany trendów w europejskiej modzie, urosło w siłę nowe centrum futrzarskiego handlu i zaopatrzenia w Taos w dzisiejszym stanie Nowy Meksyk. Ten kierunek stał się atrakcyjny dla wielu Francuzów z Terytorium Luizjany, a nawet dla kilku traperów z Kanady. Do handlu skórami bobrowymi na tym terenie włączyli się również mieszkańcy Nowego Meksyku, bowiem – jako meksykańscy obywatele – korzystali początkowo z korzystnych przepisów prawnych. Traperzy i handlarze z południowego zachodu działali na terenach, które dla wielkich przedsiębiorstw futrzarskich były niedostępne. Tereny te obejmowały część dzisiejszego Nowego Meksyku, Nevady, Kalifornii oraz południowego i środkowego Utah. Po załamaniu się handlu futrami, gdy część osadników jęła wędrować na zachód korzystając z mormońskiego szlaku, dawni traperzy znaleźli zatrudnienie jako przewodnicy i myśliwi na usługach wędrowców.

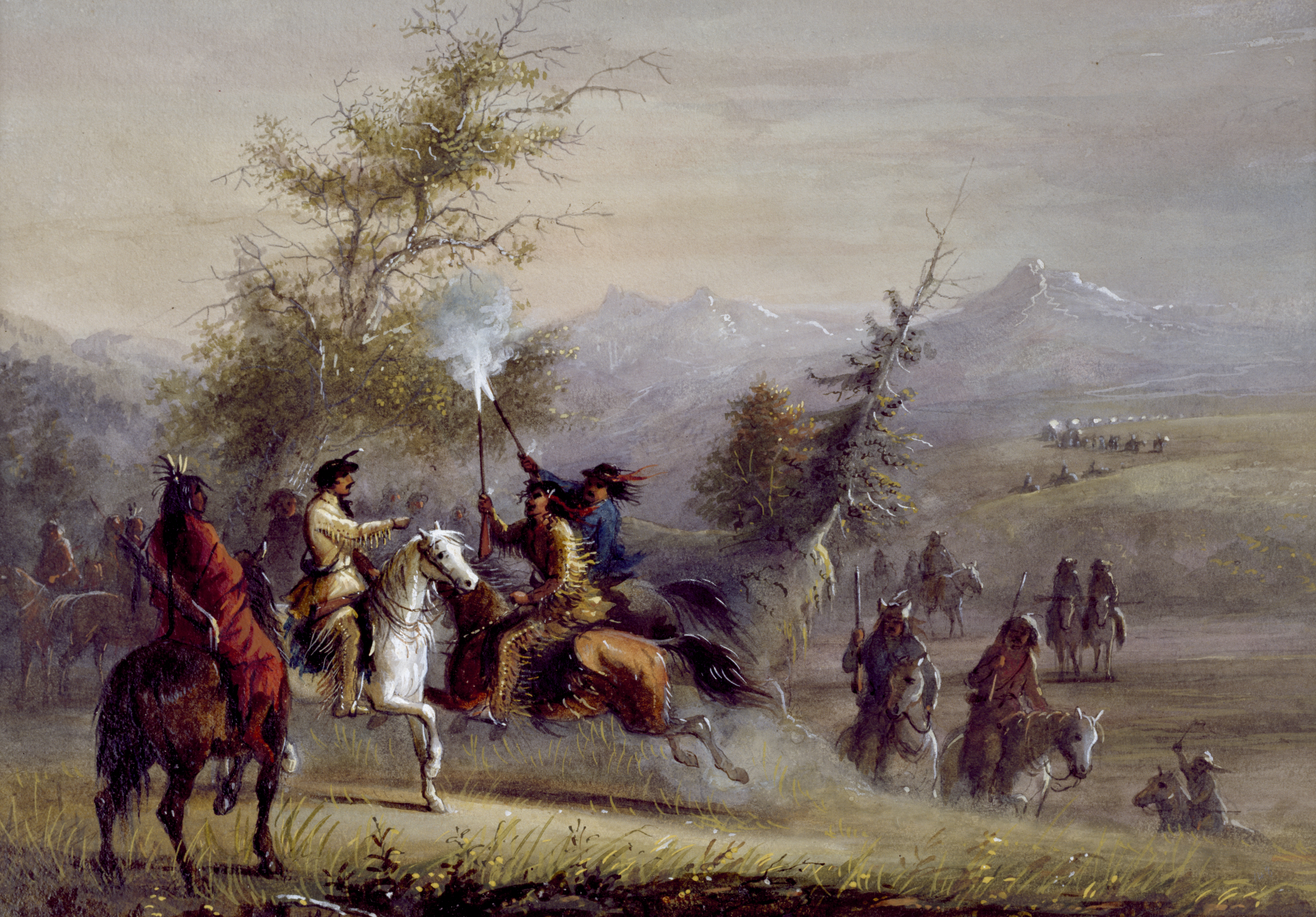
Powitanie, mal. Alfred Jacob Miller

Gdy po niezbyt długiej działalności amerykańska Pacific Fur Company została sprzedana, cały handel na obszarze Północno-Zachodniego Wybrzeża Stanów Zjednoczonych znalazł się w rękach Brytyjczyków, których przedstawicielstwami były najpierw North West Company, a następnie HBC. Aby uniemożliwić Amerykanom współzawodnictwo, brytyjskie kompanie opanowały obszary pozyskiwania futer na zachód od Gór Skalistych, zwłaszcza w górnym biegu rzeki Snake, co nastąpiło w roku 1821, skutecznie powstrzymując ekspansję Amerykanów na tym odcinku. Po roku 1825 zaledwie kilku amerykańskich traperów działało na zachód od gór, a nawet i ci wkrótce musieli uznać działalność tę za nieopłacalną. Jak pisze historyk Richard Mackie, poczynania Kompanii Zatoki Hudsona zmusiły amerykańskich traperów do trzymania się w górskich ostępach i to właśnie wtedy narodziło się określenie „ludzie gór”, którzy wkrótce stali się niezbędnym czynnikiem pozwalającym zmienić wąskie ścieżki w dostępne dla wozów emigranckie szlaki.
Gdy w latach 1846 i 1848 zawarte zostały dwa traktaty międzynarodowe między USA i Wielką Brytanią oraz między USA a Meksykiem, otwierając drogę niepowstrzymanej migracji osadników, dni ludzi gór żyjących z pozyskiwania skór dzikich zwierząt dobiegły końca. Przyczyną tego było załamanie się w latach czterdziestych rynku futrzarskiego, na co złożyły się gwałtowny wzrost produkcji tekstyliów (jedwab, bawełna) oraz niemal doszczętne wybicie bobrów. W rezultacie wielu ludzi gór przekwalifikowało się podejmując pracę jako zwiadowcy United States Army, przewodnicy kolumn wozów osadniczych lub farmerzy na terenach, które wcześniej pomagali zdobywać. Inni uruchamiali faktorie handlowe w fortach wzdłuż oregońskiego szlaku, obsługując pozostających jeszcze w górach traperów i ciągnących na zachód osadników.
Boskie Przeznaczenie, którego celem było pozyskanie tanich i żyznych ziem na zachodzie, a które pchnęło na szlak setki tysięcy ludzkich istnień, stało się dla nich ratunkiem aż po schyłek lat osiemdziesiątych XIX wieku.
Gdy handel futrami zamierał jeden z ludzi gór, Robert Newell powiedział Jimowi Bridgerowi: „To koniec naszego bytowania w górach, koniec z brodzeniem wokół bobrowych żeremi, głodem i mrozem, koniec z handlem i walką z Indianami. Handel skórami w Górach Skalistych skończył się i nie ma tam już dla nas miejsca, o ile w ogóle kiedyś było”. Parcie na zachód wzdłuż nowo przetartego oregońskiego szlaku zmieniło wąski strumyczek pionierów, jacy pojawili się tam w roku 1841, w rzekę wędrowców (1844–1846), by przybrać rozmiary powodzi na skutek dobrze zorganizowanej migracji wzdłuż mormońskiego szlaku, jaki wyznaczył ku wodom Wielkiego Jeziora Słonego Jim Bridger na przełomie 1847 i 1848 roku. Fala migracji gwałtownie przybrała na sile w latach 1848-1849 na wieść o odkryciu złota w Kalifornii.

## Życie w dziczy

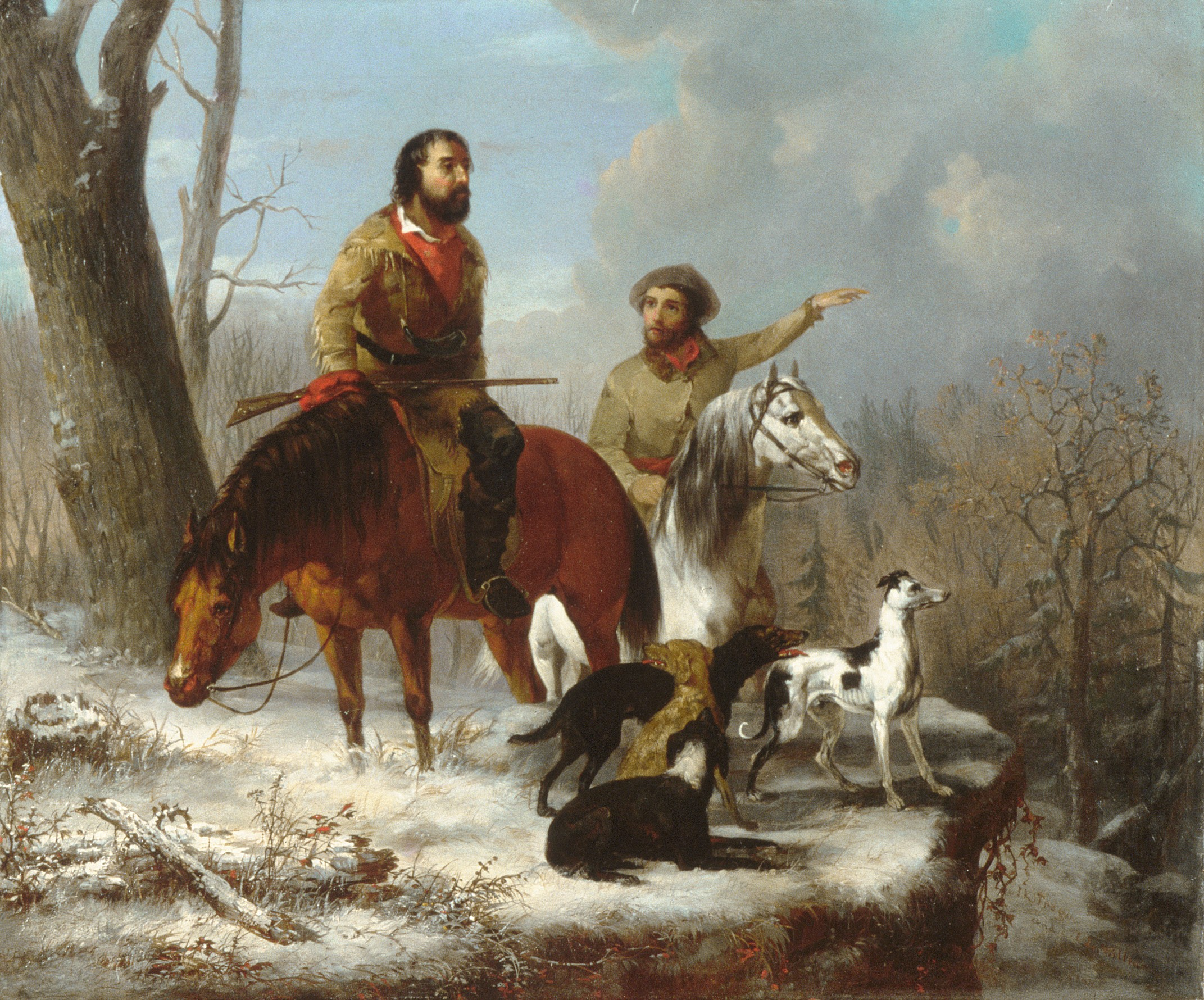
Traperzy, mal. Jonathan K. Trego i J. L. Williams (1855)

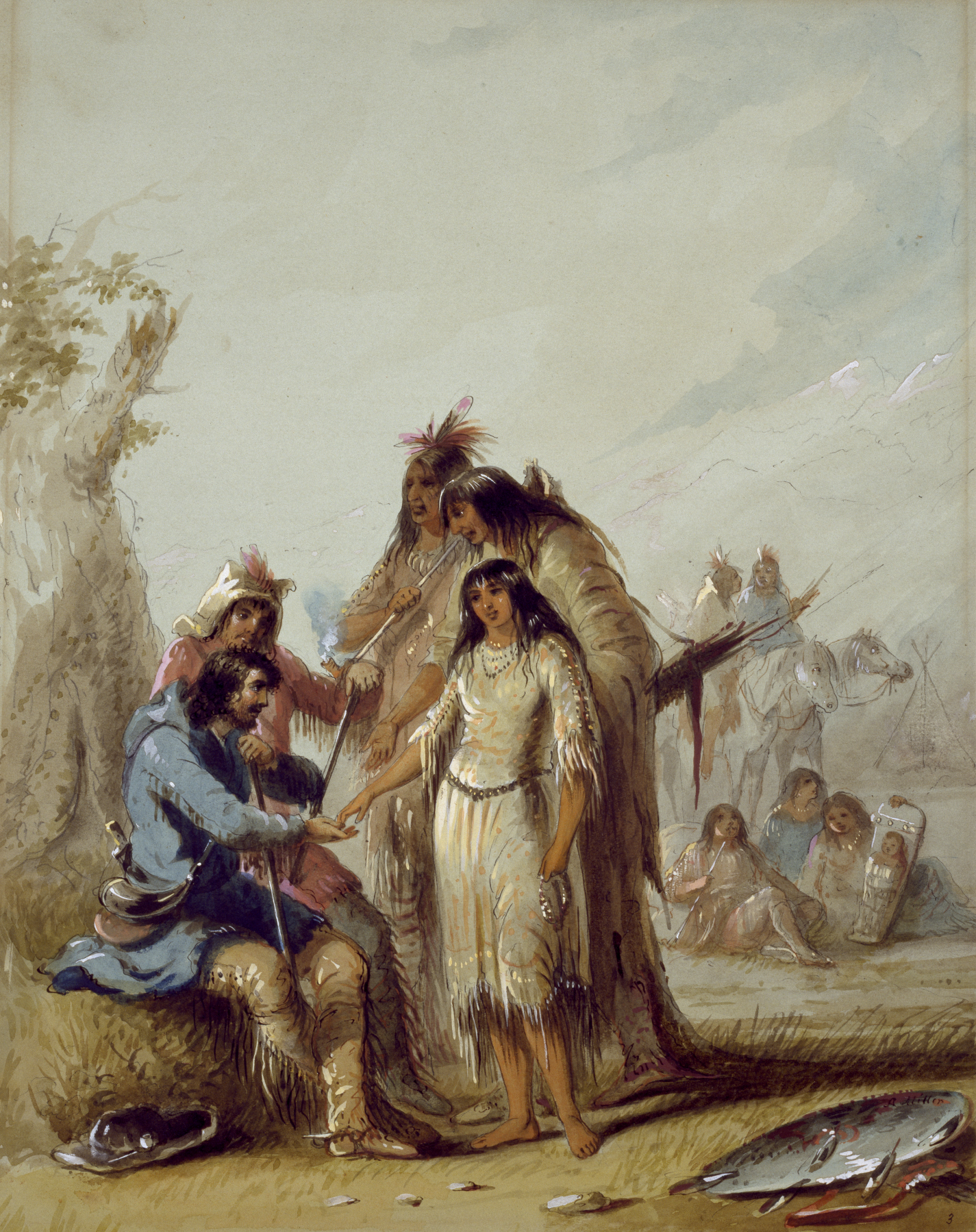
Narzeczona trapera, mal. Alfred Jacob Miller

Ludzie gór różnili się między sobą pod względem etnicznym, socjalnym, religijnym, nie przystając do jakiegoś określonego stereotypu. Chociaż uważali się za ludzi niezależnych i wolnych, w rzeczywistości byli uzależnieni ekonomicznie od kompanii futrzarskich, które skupywały zdobyte przez nich skóry i zaopatrywały we wszystko, co do życia było niezbędne. Większość z nich pochodziła z Kanady, Stanów Zjednoczonych, bądź z administrowanych przez Hiszpanię ziem meksykańskich, choć nie brakło również imigrantów z Europy; na północy, w Kanadzie, główną rolę odgrywali Francuzi i Brytyjczycy. Jak wszyscy ludzie interesu, ludzie gór kierowali się przede wszystkim zarobkiem, jaki dawało im kupowanie skór od Indian, bądź polowanie na bobry i inne zwierzęta, których futra sprzedawali z zyskiem. Byli wśród nich jednak i tacy, których interesowało poznawanie nieznanych miejsc i odkrywanie ich dla cywilizacji, a łowy i handel skórami służyły im jedynie jako finansowe wsparcie działalności. Ludzie ci byli – gdy trzeba – handlarzami, myśliwymi, traperami, badaczami, odkrywcami, a czasami rolnikami bądź przewodnikami i zwiadowcami oddziałów wojskowych; w większości żyli w dobrych stosunkach z jednym lub kilkoma plemionami Indian, mówili kilkoma językami. Dość często zamieszkiwali (szczególnie zimą) w indiańskich wioskach i równie często brali za żony indiańskie kobiety.
Utrwalony w literaturze i sztuce wizerunek człowieka gór przedstawia go jako barczystego, sprawnego mężczyznę odzianego w skóry i futrzaną czapę; jego twarz okala gęsta, zmierzwiona broda, zza pasa wystaje myśliwski nóż Bowiego, a w zgięciu ręki spoczywa zawsze gotowy do strzału karabin Hawkena. W rzeczywistości większość traperów, którzy przemieszczali się i pracowali w grupach, nosiła filcowe kapelusze i wzorowaną na indiańskiej odzież, składającą się ze skórzanych legginsów i takiej samej bluzy. Ludzie gór często wdziewali mokasyny, ale prawie wszyscy mieli u siodła parę solidnych, „kowbojskich” butów do poruszania się w trudnym, skalistym terenie. Podstawowe wyposażenie składało się z woreczków na kule i proch, kilku noży, siekiery, manierki na wodę, kociołka, cynowego talerza i kubka, a także zapasu tytoniu, kawy, soli i pemikanu. Przedmioty (nie licząc broni), które winny być „pod ręką”, noszono w torbie na „potrzeby”. Koniecznością było posiadanie odpowiedniej liczby koni lub mułów, przy czym wymogiem minimum było posiadanie jednego wierzchowca i jednego zwierzęcia jucznego do transportu zaopatrzenia, zapasów i zdobytych skór. Z wyjątkiem kawy dieta ludzi gór praktycznie nie różniła się od diety miejscowych Indian. Świeże mięso zwierzyny płowej i ryby były dość łatwo dostępne. Leśne owoce i grzyby zbierano własnoręcznie, ale gotowe produkty spożywcze, jak warzywa, czy wspomniany pemikan, trzeba było kupić od Indian. W ekstremalnych warunkach (głównie w zimie) ludzie gór byli czasami zmuszeni żywić się mięsem własnych koni i mułów.

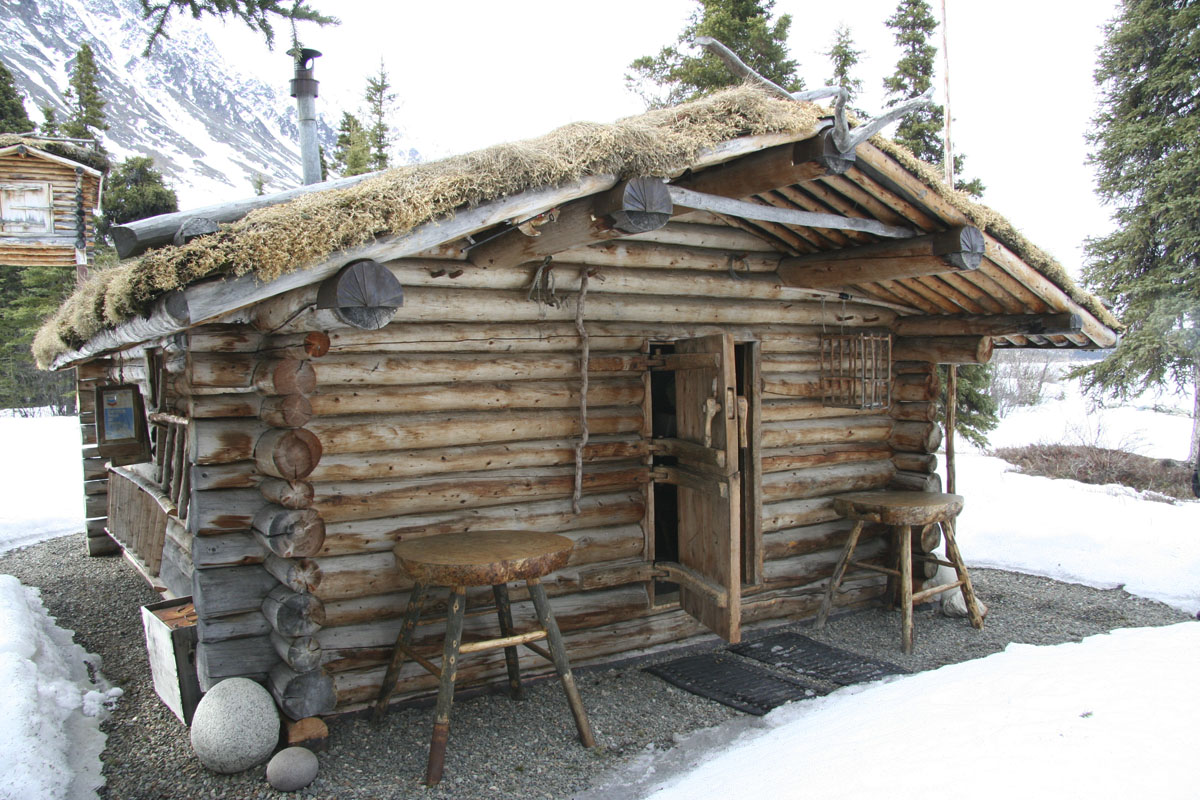
Traperska chata na Alasce

Życie w górach było nadzwyczaj ciężkie. Przemierzając nieznany teren, walcząc z dziką przyrodą i nieprzyjaźnie nastawionymi plemionami, człowiek gór bezustannie narażony był na niebezpieczeństwo. Z każdym indiańskim plemieniem i szczepem należało dogadywać się osobno, bowiem jedne nastawione były przyjaźnie, podczas gdy inne wrogo. Z przyjaznymi Indianami można było handlować i wymieniać informacje, nieprzyjaznych należało unikać za wszelką cenę. Szczególnie trudne warunki panowały zimą, gdy trzeba było przetrzymać burze śnieżne i bardzo niskie temperatury. Tylko niewielu traperów przeżywało więcej niż kilka zim w dziczy. Latem ludzie gór zajmowali się tropieniem zwierzyny, ale sidła zastawiali dopiero późną jesienią. Jeśli pracowali w grupie, dzielili się zajęciami: kilku zastawiało sidła, inni polowali dla zdobycia pożywienia, a jeden zwykle pozostawał w obozie jako kucharz. Jako że głównym celem były bobry, sidła zastawiano w wodzie rzek i strumieni. Upolowaną zwierzynę sprawiano, a skórę (futro) wyprawiano. Z reguły futra takie składowano i przechowywano całymi miesiącami, do wiosny. Człowiek gór narażony był na wiele chorób. W górach i lasach lekarzy nie było, samemu więc trzeba było opatrywać rany, nastawiać złamane kończyny, opiekować się chorymi, trawionymi gorączką współtowarzyszami. Odzież ze skór jeleni, zostawiona na dłużej, sztywniała, co stanowiło pewną ochronę przed indiańskimi strzałami, ale jednym z najgroźniejszych przeciwników był niedźwiedź grizli.

## Znane postaci

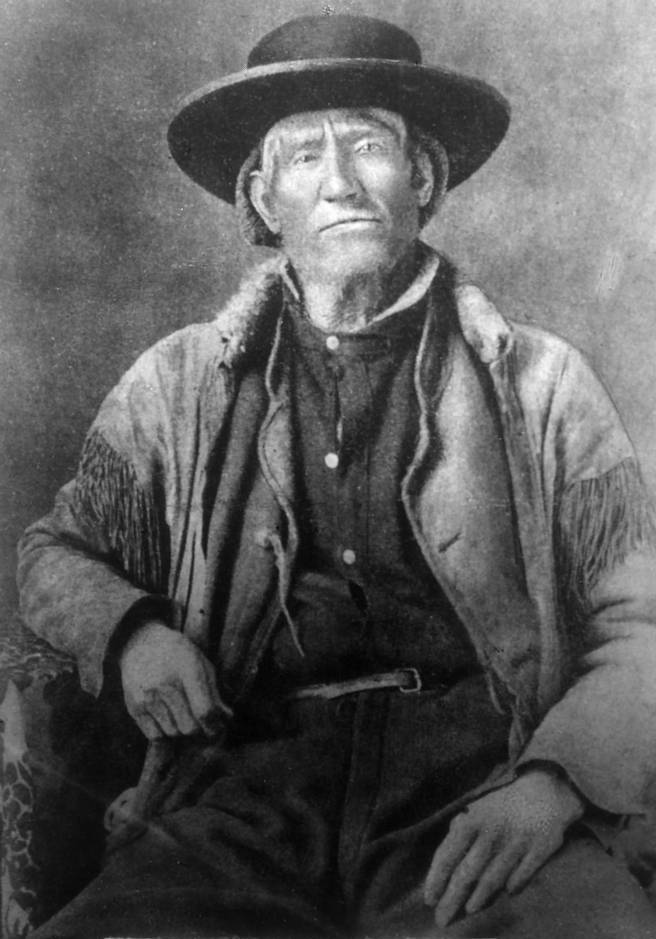
Jim Bridger pod koniec życia

- James Beckwourth (1800–1866) – urodził się jako niewolnik, ale jako dziecko przybył z rodzicami do Missouri, gdzie doczekał się wyzwolenia. Zatrudnił się w Rocky Mountain Fur Company Ashleya i wkrótce został jednym z dobrze znanych ludzi gór. Przez lata mieszkał w plemieniu Wron i został nawet ich wodzem. Był pierwszym Afroamerykaninem na Zachodzie, któremu za życia (1856) poświęcono książkę (Thomas D. Bonner: The Life and Adventures of James P. Beckwourth, Mountaineer, Scout and Pioneer, and Chief of the Crow Nation of Indians. With Illustrations. Written from His Own Dictation. New York: Harper Brothers, 1856. [dostęp 2014-08-02]. Brak numerów stron w książce). Przypisuje mu się odkrycie Przełęczy Beckwourtha w górach Sierra Nevada w roku 1850, a także uzdatnienie indiańskiej ścieżki i uczynienie z niej szlaku swego imienia[19].
- James Bridger (1804–1881) – przybył na Zachód w roku 1822, gdy miał 17 lat, jako członek ekipy Ashleya badał dorzecze górnego biegu Missouri. Był jednym z pierwszych białych jakiemu dane było zobaczyć gejzery i inne cuda przyrody późniejszego Parku Narodowego Yellowstone. Uważa się też, że jako jeden z pierwszych przybyszów europejskiego pochodzenia, wraz z Étienne Provostem, widział Wielkie Jezioro Słone. Z powodu znacznego zasolenia wziął je początkowo za odnogę Pacyfiku. W 1830 roku Bridger wykupił akcje Rocky Mountain Fur Company. Zbudował Fort Bridger w południowo-zachodnim Wyoming. Był znany jako opowiadacz zmyślonych historii[20].
- Kit Carson (1809–1868) – zdobył rozgłos dzięki swym ostatnim odkryciom, ale rozpoczynał i zyskał pewne uznanie jako traper. Carson organizował wyprawy na zachód, do Kalifornii, i na północ, grzbietami i dolinami Gór Skalistych. Żył wśród Indian z plemion Arapaho i Szejenów, tam też znalazł żonę. John Frémont wynajął go jako przewodnika, który prowadził „Tropicieli Śladów” przez większość Kalifornii, Oregon i bezdroża Wielkiej Kotliny. Opowieści o jego życiu i czynach uczyniły zeń bohatera pogranicza: wyidealizowany wizerunek człowieka gór[21].
- John Colter (1774–1812) – jeden z pierwszych ludzi gór, członek ekspedycji Lewisa i Clarka. Był pierwszym Europejczykiem który dotarł do Doliny Yellowstone, widział na własne oczy Jackson Hole i Grand Teton. Przesłany na wschód opis geotermalnej działalności gejzerów wydał się tak horrendalny, że teren ten złośliwie nazywano „piekłem Coltera”. Jego ucieczka, gdy został schwytany przez Indian z plemienia Czarnych Stóp, którzy zostawili go nagiego i bezbronnego w dziczy, po czym ruszyli w pościg, przeszła do legendy[22].
- George Drouillard (1774/75?–1810) – myśliwy i tłumacz w ekspedycji Lewisa i Clarka. Uważany – obok Johna Coltera – za jednego z najbardziej szanowanych przez Lewisa uczestników. Pochodził z Detroit. Ojcem jego był Kanadyjczyk francuskiego pochodzenia, a matką Indianka z plemienia Szaunisów. Drouillard okazał się najsprawniejszym myśliwym ekspedycji, zwłaszcza w czasie srogiej zimy, jaką spędzono w Fort Clatsop. W roku 1807, po powrocie z wyprawy, został traperem w dzisiejszych stanach Wyoming i Montana, pracując dla Missouri Fur Company Manuela Lisy. Podobnie jak John Colter wędrował często samotnie; w czasie jednej z takich wędrówek został w maju 1810 roku zabity przez Czarne Stopy w Montanie[23].
- John Liver-Eating Johnston (1824–1900) – jeden z ostatnich i najbarwniejszych ludzi gór. Johnson pracował w Wyoming i w Montanie polując na bobry, bizony i wilki. Niezwiązany z żadną kompanią sam ustalał z nabywcami ceny swych towarów. Jego historia została częściowo ukazana w filmie Jeremiah Johnson. Biografię Johnstona napisał Dennis McLelland (The Avenging Fury of the Plains: John Liver Eating Johnston, 2008, Infinity Publishing, ISBN 978-0-7414-4527-8)[24].
- Jedediah Smith (1799–1831) – myśliwy, traper i handlarz futer, którego odkrycia miały wielkie znaczenie dla otwarcia Zachodu przed osadnikami wędrującymi ze wschodniego wybrzeża. Smith uważany jest za pierwszego podróżnika europejskiego pochodzenia, który przebył przyszły stan Nevada i pierwszy, który przebył Utah z północy na południe i z zachodu na wschód. Był także pierwszym Amerykaninem, który dotarł drogą lądową do Kalifornii. Przebadał góry Sierra Nevada i przemierzył zachodnie wybrzeże od San Diego do ujścia rzeki Kolumbia. Jako człowiek interesu zastąpił Ashleya na stanowisku szefa Rocky Mountain Fur Company. Smith był rozpoznawalny dzięki bliznom na twarzy po ataku niedźwiedzia grizli[25].
- William Lewis Sublette (1798–1845) – traper, pionier i człowiek gór, który w roku 1823 został agentem Rocky Mountain Fur Company (a następnie współwłaścicielem), który wyznaczył najdogodniejszy przebieg oregońskiego szlaku[26].